# Chích bụng trắng
Phylloscopus schwarzi là một loài chim trong họ Phylloscopidae.